# Massimo Carraro
Massimo Carraro (n. 8 martie 1959, Camposampiero, Veneto, Italia) este un om politic italian, membru al Parlamentului European în perioada 1999-2004 din partea Italiei.